# Констанша (Њујорк)
Констанша (енгл. Constantia) насељено је место без административног статуса у америчкој савезној држави Њујорк.

## Демографија
По попису из 2010. године број становника је 1.182, што је 75 (6,8%) становника више него 2000. године.
| Група             | 2000.         | 2010.         |
| Белци             | 1.083 (97,8%) | 1.151 (97,4%) |
| Афроамериканци    | 2 (0,2%)      | 1 (0,1%)      |
| Азијати           | 2 (0,2%)      | 2 (0,2%)      |
| Хиспаноамериканци | 4 (0,4%)      | 8 (0,7%)      |
| Укупно            | 1.107         | 1.182         |